# Stine Andersen (forfatter)
Stine Andersen er en dansk videnskabsformidler og forfatter. Hun er uddannet i år 2000 som Cand.scient. i palæontologi med speciale i styracosaurer fra Geologisk Institut, Københavns Universitet. Stine Andersen har tidligere været journalist og medredaktør af tidsskriftet Geologisk Nyt, der er et fagblad for geologer og miljøingeniører. Udover at arbejde som folkeskolelærer, formidler Stine Andersen palæontologi og geologi til børn og unge ved at skrive bøger og holde foredrag. Hun har bl.a. skrevet bøger om palæontologi og geologi.
Hun skriver også anmeldelser for Videnskab.dk, Danmarks netportal med nyheder for forskning og videnskab.

### Fagbøger
Bøgerne indgår i serien Faglig læsning udgivet af Geografforlaget. Fagbøgerne kan læses hver for sig selv eller sammen med de skønlitterære Nils-bøger.
- Forsteninger, 2007, ISBN 978-87-7702-455-9, kan læses sammen med Blækspruttens missiler, 2006.
- Dinosaurer, 2007, ISBN 978-87-7702-488-7, kan læses sammen med Eds første kamp, 2007.
- Vulkaner, 2007, ISBN 978-87-7702-456-6, kan læses sammen med Vulkanen viser tænder, 2007.
- Fortidsmennesker, 2008, ISBN 978-87-7702-504-4, kan læses sammen med Shamanens hule, 2007.

### Nils-bøger
Nils-bøgerne er skønlitteratur for 9-årige om arkæologi og geologi.
- Blækspruttens missiler, 2006, ISBN 87-7702-441-9
- Eds første kamp, 2007, ISBN 978-87-7702-487-0
- Vulkanen viser tænder, 2007, ISBN 978-87-7702-457-3
- Shamanens hule, 2007, ISBN 978-87-7702-503-7

### Danske landskaber
- Danske landskaber, 2006, ISBN 87-7702-407-9

Danske Landskaber er et digitalt undervisningsmateriale, der fortæller om dannelsen af det danske landskaber under og efter sidste istid til brug i folkeskolen og i gymnasiet. Materialet er udgivet i samarbejde med geolog Maria Jensen på Geografforlaget.
|  | Artiklen om Stine Andersen (forfatter) kan blive bedre, hvis der indsættes et (bedre) billede Du kan hjælpe ved at afsøge Wikimedia Commons for et passende billede eller uploade et godt billede til Wikimedia Commons iht. de tilladte licenser og indsætte det i artiklen. |